# Euclathurella
Euclathurella is een geslacht van weekdieren uit de klasse van de Gastropoda (slakken).

## Soorten
- Euclathurella acclivicallis McLean & Poorman, 1971
- Euclathurella carissima (Pilsbry & Lowe, 1932)
- Euclathurella subuloides (Schepman, 1913)